# Liga das Mulheres Eleitoras

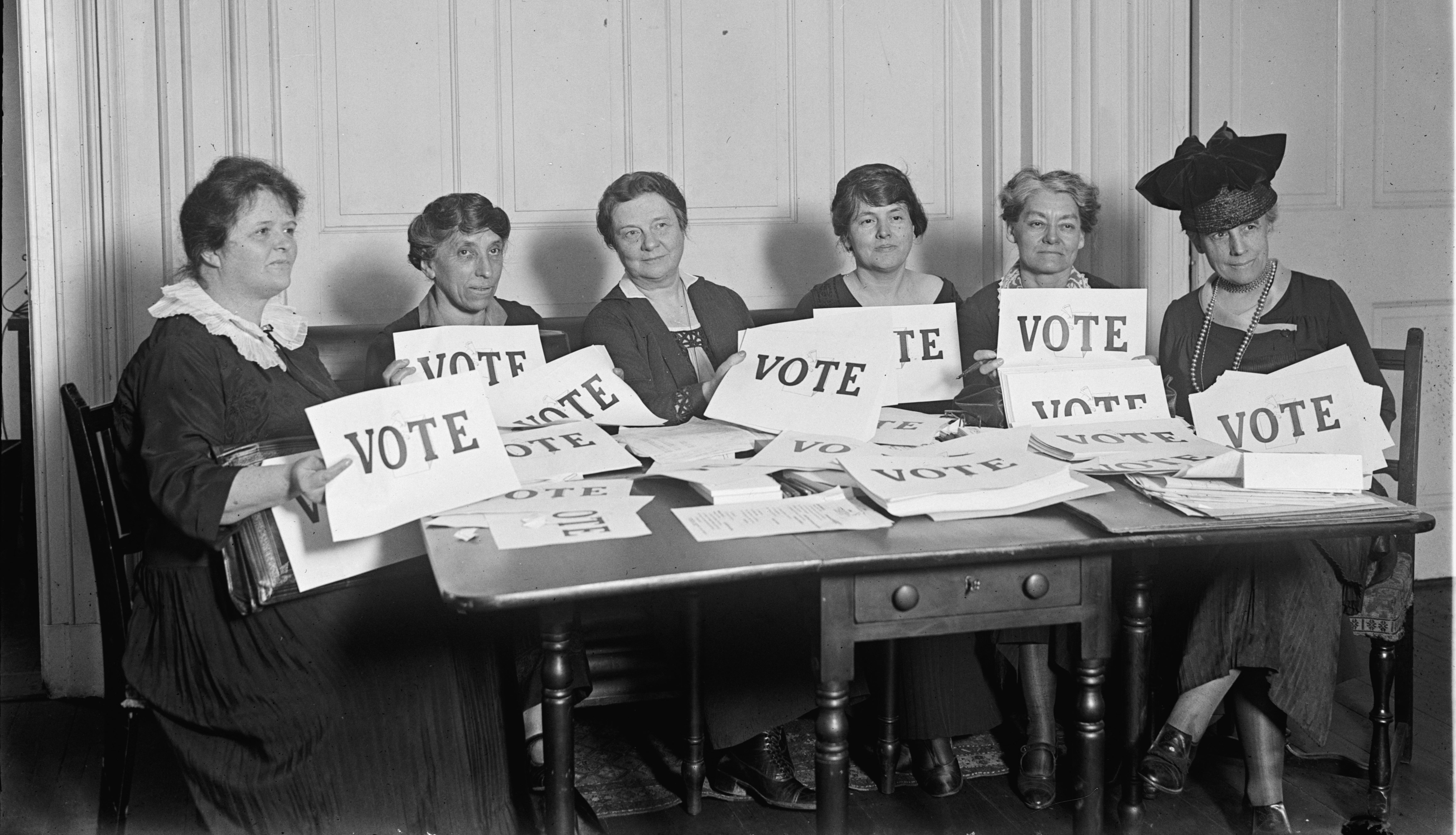
League of Women Voters

A Liga das Mulheres Eleitoras (em inglês, League of Women Voters) é uma organização cívica americana não partidária que foi formada para ajudar as mulheres a assumirem um papel maior nos assuntos públicos depois de ganharem o direito de voto. Foi fundada em 1920 para apoiar os novos direitos de voto feminino e foi uma fusão do National Council of Women Voters, fundado por Emma Smith DeVoe e National American Woman Sufrage Association, liderada por Carrie Chapman Catt, aproximadamente seis meses antes da Décima Nona Emenda à Constituição dos Estados Unidos deram às mulheres o direito de votar. A Liga das Eleitoras começou como uma "poderosa experiência política" destinada a ajudar as mulheres recém-emancipadas a exercerem as suas responsabilidades como eleitoras. Originalmente, apenas mulheres podiam ingressar na liga; mas em 1973 a carta foi modificada para incluir os homens. A LWV opera em nível local, estadual e nacional, com mais de 1 000 ligas locais e 50 estaduais, e uma liga territorial nas Ilhas Virgens dos EUA.
A Liga das Mulheres Votantes é não partidária, embora apoie uma variedade de posições de políticas públicas, incluindo reforma das finanças de campanhas na reforma das finanças de campanha dos Estados Unidos, cuidados de saúde universais, direitos do aborto, mudança climática e regulação ambiental, e controle de armas.
No Brasil foi fundada por Sophia Jobim a Liga das Mulheres Votantes do Brasil.